# Maclurodendron porteri
Maclurodendron porteri är en vinruteväxtart som först beskrevs av Joseph Dalton Hooker, och fick sitt nu gällande namn av Thomas Gordon Hartley. Maclurodendron porteri ingår i släktet Maclurodendron och familjen vinruteväxter. Inga underarter finns listade i Catalogue of Life.